# Питър Финч
Питър Финч (на английски: Peter Finch) е английски актьор, носител на Оскар, Златен глобус и БАФТА. Той е един от двамата актьори в историята на киното, който получава Оскар посмъртно. Другият е Хийт Леджър. 

## Биография
Родителите му са австралийци, но баща му живее и учи дълго време в Париж и Цюрих. Участва в първия си филм през 1938 година. През 1950 година за първи път се снима в Холивуд. Първата му значителна роля е през 1956 година във филма „Град като Алис“ (A Town Like Alice).
Има 3 брака и четири деца. Умира от инфаркт на миокарда на 60-годишна възраст.

## Избрана Филмография
| Година | Филм                       | Оригинално заглавие           | Роля              | Режисьор        |
| ------ | -------------------------- | ----------------------------- | ----------------- | --------------- |
| 1956   | Битката при Ла Плата       | The Battle of the River Plate | Капитан Лангсдорф | Майкъл Пауъл    |
| 1959   | Историята на една монахиня | The Nun's Story               | Доктор Фортунати  | Фред Зинеман    |
| 1966   | 10:30 P.M. Лято            | 10:30 P.M. Summer             | Пол               | Жул Дасен       |
| 1967   | Далеч от безумната тълпа   | Far from the Madding Crowd    | Уилям Болдууд     | Джон Шлезинджър |
| 1976   | Телевизионна мрежа         | Network                       | Хауърд Бийл       | Сидни Лумет     |